# Автошлях Т 1508
Автошлях Т 1508 — автомобільний шлях територіального значення в Миколаївській області. Проходить територією Вітовського та Снігурівського районів через Калинівку — Снігурівку. Загальна довжина — 44,8 км.